# أنقليس أرقط
أنقليس أرقط (الاسم العلمي: Anguilla reinhardtii) (بالإنجليزية: Speckled longfin eel)‏ هو نوع من الأسماك يتبع جنس الأنقليس من الفصيلة الأنقليسية.